# Metropolia Fuzhou
Metropolia Fuzhou – metropolia Kościoła rzymskokatolickiego w Chińskiej Republice Ludowej. Erygowana w dniu 11 kwietnia 1946 roku. W skład metropolii wchodzi 1 archidiecezja i 3 diecezje.
W skład metropolii wchodzą:
- Archidiecezja Fuzhou
  - Diecezja Funing
  - Diecezja Tingzhou
  - Diecezja Xiamen